# Innbygda
Innbygda ist eine Ortschaft in der norwegischen Kommune Trysil in der Provinz (Fylke) Innlandet. Der Ort stellt das Verwaltungszentrum von Trysil dar und hat 2569 Einwohner (Stand: 1. Januar 2024). Innbygda ist Hauptort für das Skigebiet Trysilfjellet.

## Geografie
Innbygda ist ein sogenannter Tettsted, also eine Ansiedlung, die für statistische Zwecke als eine städtische Siedlung gewertet wird. Der Ort liegt im Zentrum der ostnorwegischen Kommune Trysil am Ufer der Trysilelva, die von Norden nach Süden durch Trysil fließt. Der alte Ortskern liegt auf der östlichen Uferseite der Trysilelva. Auf der Westseite entstand ein Industrie- und Gewerbegebiet sowie ein Areal mit Hytten. Im Westen der Ortschaft schließt sich der Berg Trysilfjllet mit einer Höhe von rund 1132 moh. an.

## Wirtschaft und Infrastruktur
Etwas südlich von Innbygda verläuft in West-Ost-Richtung der Riksvei 25 durch die Kommune. Dieser stellt Richtung Osten die Verbindung nach Schweden und Richtung Südwesten die Verbindung nach Elverum her. Vom Riksvei 25 aus führt der Fylkesvei 26 in den Norden nach Innbygda.
Am Trysilfjellet befindet sich eine Alpinanlage mit gleichem Namen, die im Winter ein beliebtes Ziel für Skitouristen ist. Innbygda fungiert dabei meist als Ausgangsort. Im Jahr 2019 hatte das Skigebiet insgesamt 68 Abfahrten und 31 Skilifte und galt damit als das größte Alpinskigebiet Norwegens. Viele Urlauber kommen aus Schweden und Dänemark nach Innbygda. So befinden sich in Innbygda unter anderem mehrere Hotels und Restaurants. Auch die für die Kommune Trysil bedeutende Forstwirtschaft spiegelt sich in Innbygda in Form von Sägewerken wider.

## Geschichte und Kultur
In Innbygda befindet sich die Trysil kirke. Bei der Kirche handelt es sich um eine Holzkirche, die 1861 erbaut wurde. Ihr Grundriss ist kreuzförmig. Entworfen wurde sie von Christian Heinrich Grosch, der beim Bau eine Kombination von Schweizerstil und Neugotik zu Grunde lag.
Im Jahr 1901 wurde durch den Schriftsteller Sven Moren das Trysil Bygdetun gegründet, das als ältestes Heimatmuseum Norwegens gilt. Im Ort befinden sich mehrere Statuen. Davon ist eine dem Skiläufer Hallgeir Brenden gewidmet und jeweils eine den beiden Schriftstellern Sven Moren und Einar Skjæraasen. Des Weiteren existiert eine Skulptur für die Sagenfigur Trysil-Knut (auch Trysil-Knud). Die Figur wurde durch ein Gedicht von Bernt Lund bekannt.

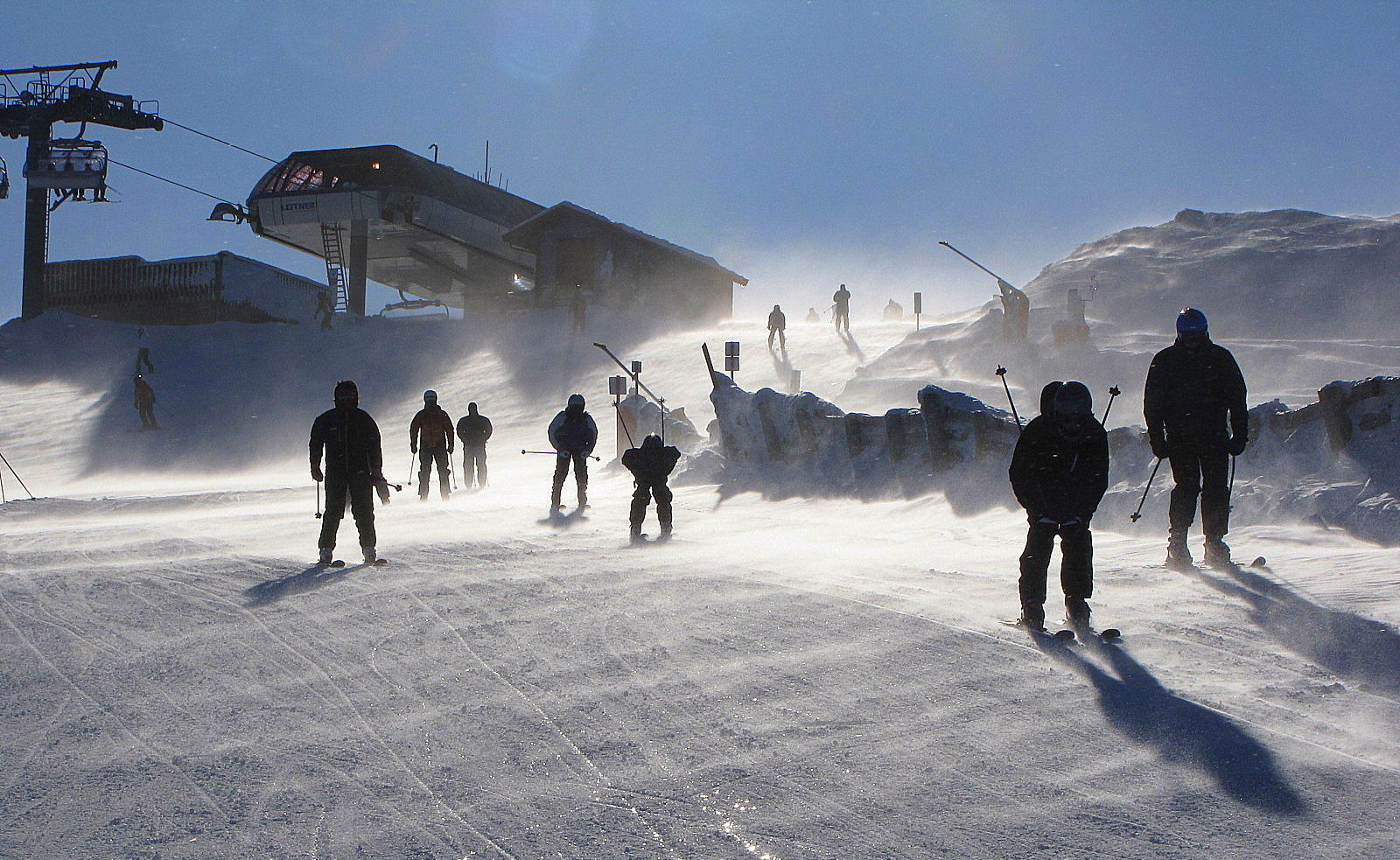
Skipiste in Trysil
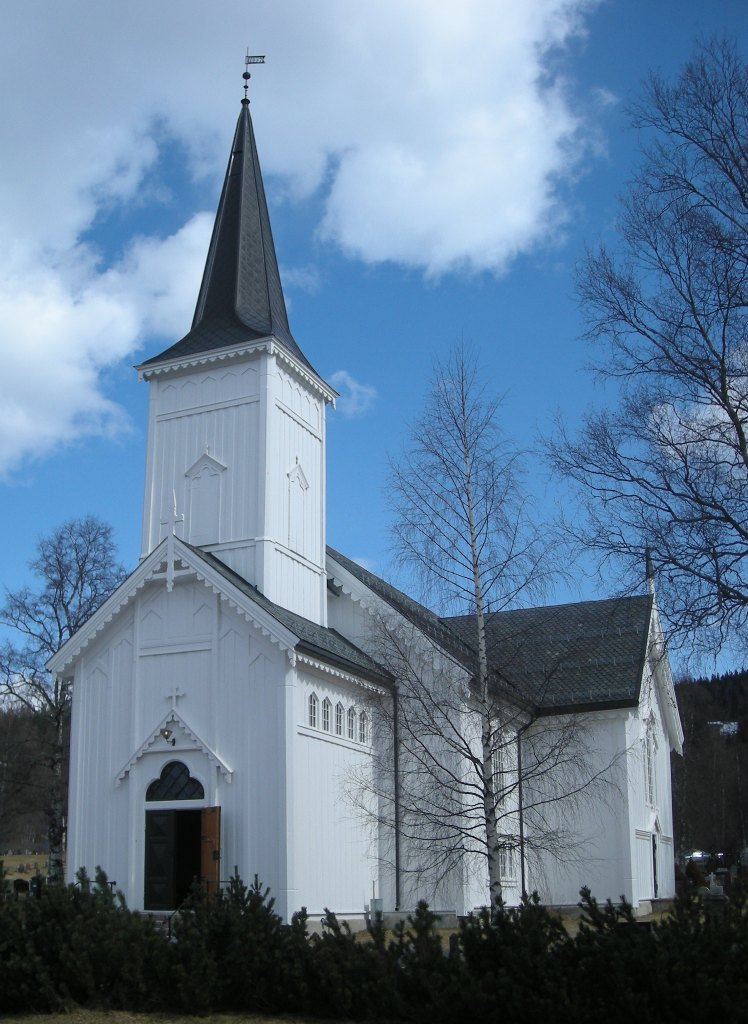
Die Trysil kirke